# Secretary
La secretaria (Secretary) es una película dramática del año 2002, dirigida por Steven Shainberg, que trata el tema de la dominación y sumisión. Basada en el cuento Bad Behavior ("Mal comportamiento"), de Mary Gaitskill, está protagonizada por Maggie Gyllenhaal y James Spader.

## Argumento
Lee Holloway (Maggie Gyllenhaal) es la emocionalmente sensible y neurótica hija menor de una familia disfuncional compuesta por una madre sobreprotectora y un padre alcohólico. Lee intenta ajustarse a la vida normal después de permanecer en una institución psiquiátrica y lograr un empleo, aprende a mecanografiar y comienza a buscar trabajo como secretaria. 
Un día se presenta en la oficina del excéntrico abogado E. Edward Grey (James Spader), quien la contrata como secretaria a pesar de sus pocas habilidades para socializar y su apariencia anticuada. Lee además tiene un novio cuya apariencia y personalidad es acorde a ella.

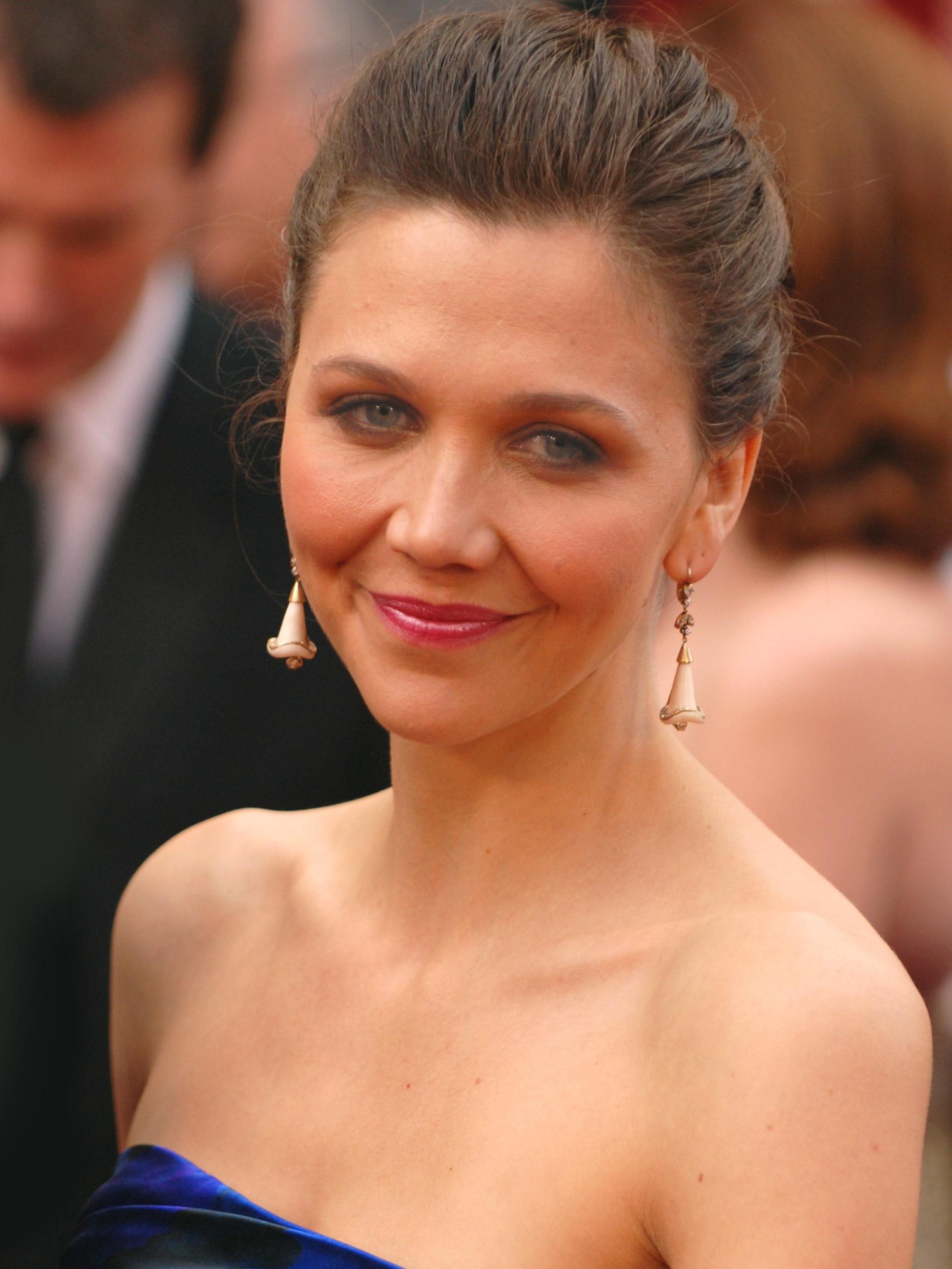
Maggie Gyllenhaal.

Aunque al comienzo Grey se irrita profundamente por algunos errores que comete Lee, luego comienza a excitarle su comportamiento sumiso. Después de confrontarla acerca de las lesiones que se autoinfiere y ordenarle que deje de hacerlo, ambos entablan una relación sadomasoquista con visos de bondage. Lee experimenta un despertar personal y sexual y termina enamorada de su jefe. Edward, sin embargo, se siente inseguro de sus sentimientos por Lee y muestra vergüenza y disgusto por sus propios hábitos sexuales anormales y despide a Holloway. La historia toma un giro inesperado al ver Grey que había algo más en esta extraña relación.

## Reparto
- James Spader como E. Edward Grey.

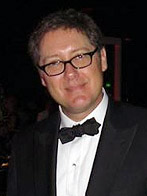
James Spader.

- Maggie Gyllenhaal como Lee Holloway.
- Jeremy Davies como Peter.
- Lesley Ann Warren como Joan Holloway.
- Stephen McHattie como Burt Holloway.
- Jessica Tuck como Tricia O'Connor.
- Oz Perkins como Jonathan.
- Amy Locane como la hermana de Lee.
- Patrick Bauchau como el Dr. Twardon.

## Producción
Varios cambios se realizaron al cuento original de Mary Gaitskill, el cual tuvo que ser expandido y profundizado para poder convertirlo en un largometraje. A pequeña escala, algunas líneas individuales fueron alteradas, como la frase de la protagonista, «Soy tan estúpida», que se convirtió en «Soy su secretaria», que, de acuerdo al director, era más festiva.
Adicionalmente, el final de la historia fue cambiado para darle un resultado más positivo a la relación de los protagonistas. Steven Shainberg declaró que quería demostrar que una relación sadomasoquista puede ser normal. Para ello se inspiró en la película Mi hermosa lavandería, la cual, según él, normalizó las relaciones homosexuales ante el público durante los años 1980.
A pesar de ser una reducida e independiente producción, el rodaje de Secretary no estuvo exento de percances. Por ejemplo, cuando los realizadores obtuvieron accidentalmente los permisos para filmar en un parque equivocado, Maggie Gyllenhaal los animó a grabar la escena rápidamente mientras otros miembros del equipo distraían a la policía.

## Distribución
El filme se exhibió en varios festivales de cine antes de estrenarse en los Estados Unidos en el 2002. En el mercado extranjero, se lanzó durante el 2003 y el 2004.[cita requerida]

### DVD
El DVD Región 1 de Secretary se publicó el 1 de abril del 2003. En el Reino Unido, la compañía Tartan Video lanzó su versión el 2 de enero del 2004, seguidoa por la versión de Prism Leisure el 7 de febrero del 2005. El lanzamiento en blu-ray en el Reino Unido se programó para el 13 de septiembre del 2010.[cita requerida]
Algunas ediciones especiales del DVD incluyen los avances de la película, comerciales de televisión, entrevistas con el director y el elenco, un documental «detrás de cámaras», el currículum vítae del director y del elenco y el comentario en audio del director Steven Shainberg y de la escritora Erin Cressida Wilson.[cita requerida]

## Recepción

### Crítica
Secretary fue recibida generalmente con críticas positivas. El sitio especializado Rotten Tomatoes tiene un 74% de aprobación basada en ciento cuarenta y un críticas. Muchos críticos resaltaron la originalidad respecto al tema del sadomasoquismo, y Roger Ebert dijo que la película "aborda este tema tan complicado... con cautela, evitando los peligros de que se vuelva muy ofensiva o muy divertida."[5] Ain't It Cool News comentó: "Quizá resulte atrevido decir que el dolor puede curar siempre y cuando se aplique en las circunstancias correctas... pero incluso eso parece obvio e incluso normal, gracias a [Gyllenhaal]."[6]